# Валери Иванов
Валери Иванов е български поет.

## Биография
Валери Иванов е роден на 2 декември 1963 г. в Пазарджик. Завършва Математическа гимназия „Константин Величков“ в Пазарджик, след това педагогика и магистратура – българска филология в Пловдивския университет „Паисий Хилендарски“ (1997).
Занимава се с редакторска дейност и литературна критика. Преподавател по български език и литература.
Работи като кореспондент на БНТ, в. „Народна армия“, Bulgaria Sega, Eurochicago, радио „Веселина“ и Deutsche Welle; директор на радио „Алматея“; редактор на в. „Пазарджик днес“, отг. редактор на вестник „Метафора“; председател на СНБП и ПСД в град Пазарджик. Участва в редица антологии и чуждестранни сборници, в биографичната енциклопедия „Кой кой е в България“.
Носител на национални и международни награди: за социална и патриотична поезия – „Гео Милев“ и „Кирил Маджаров“ (1998); „Тера фантазия“ (2010); „Белоцветните вишни“ (2015), „Голямата къща на мъдрите хора“ (2016). Лауреат в издателските конкурси „Учители – творци“, „Нека поговорим“ (Голямото четене, 2009), „Улицата на мечтите“ (Изд. „Ера“, 2010), „Стъпки“ (Изд. Съюз на учените в България). Член на СБП.
Художествен ръководител на рок група и вокална студия „Вега“; училищни химни и авторски песни в БНТ и БНР, Пирин Фолк („Пазарджик-песен“, „Просякът“, „Аз нищо не съм ти дал“, „Без брод“, „Вричане“, „Океан сълзи“, „Урок по география“, „Различни деца“, „Кадилак жена“, „Странна нощ“, „Признание“, „Шепотът на старата река Струма“, „С камък на душа", „Мерак“) и др.

### Стихосбирки
- „Шепотът на града“ (1993)
- „Смарагди в пепелта“ (1998)
- „Грешна молитва“ (2006)
- „Лириликон“ (2019)

### Монографии
- „Последният гладиатор на българския Монпарнас /литературно-критически очерк за Иван Пейчев/“ (2008)[3]
- „Изучаване на Алековите фейлетони“ (2009)
- Основи на музикалното възпитание „Пей с мен“ (2010)
- АБВ – Кратък литературен речник (2012)[4]
- „За 30 наполеона и безсмъртието на Щастливеца“ (2017)[5]